# Calvé

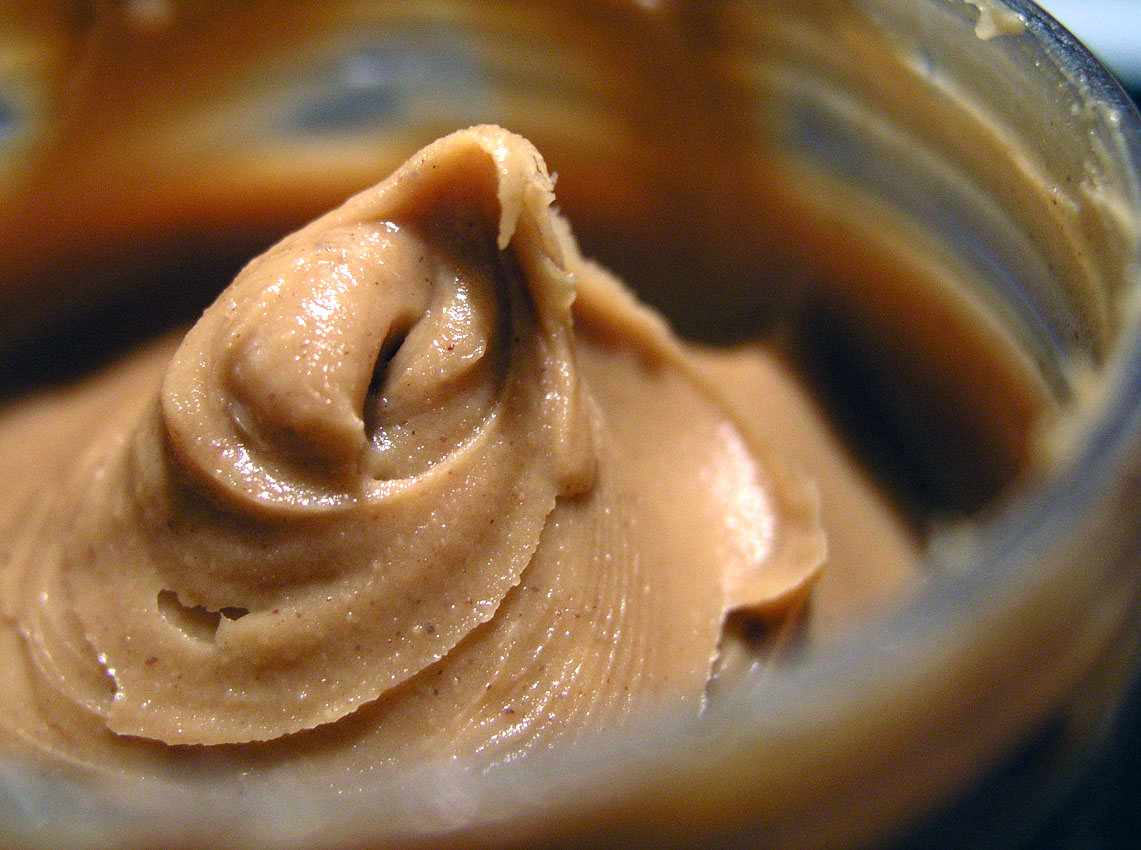
Pindakaas en una mantequilla de cacahuete.

Calvé es una marca subsidiaria del Grupo Unilever que fabrica salsas.

## Historia
La marca Calvé fue constituida por el holandés Jacob van Marken en 1897. La empresa se fusionó con Unilever en 1930.

## Productos que fabrica
Mahonesa, salsas de aderezo y aliños, kétchup.